# Кёнигсбергский университет
Кёнигсбергский университет (Альбертина) (нем. Albertus-Universität Königsberg) — старейший университет Пруссии. «Кёнигсбергский университет был открыт 17 августа 1544 года герцогом Альбрехтом Гогенцоллерном и стал вторым после университета во Франкфурте-на-Одере (1506) высшим академическим заведением будущего Прусско-Бранденбургского государства».

## История университета

### Основание

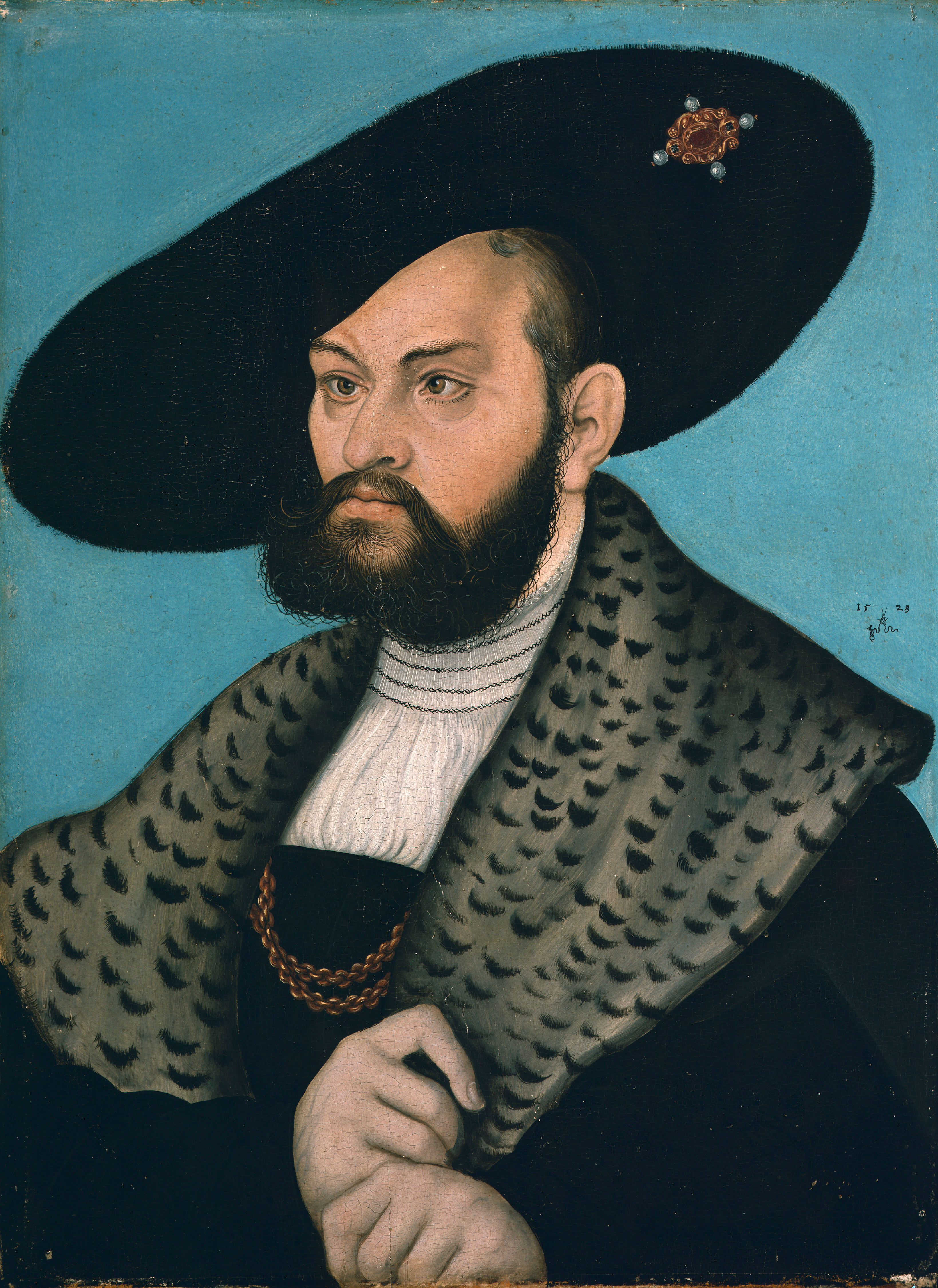
Альбрехт Бранденбург-Ансбахский, герцог Пруссии. (Худ. Лукас Кранах Старший. 1533)

Университет был основан создателем Прусского герцогства Альбрехтом в 1544 году. Он был одним из старейших университетов Германии. Первоначально университет назывался «Академия», но с 1656 года в память об основателе получил имя «Альбертина». Университет пользовался большими привилегиями и свободами, его преподаватели относились к высшим слоям общества, а студенты объединялись в корпорации со своей структурой и традициями.

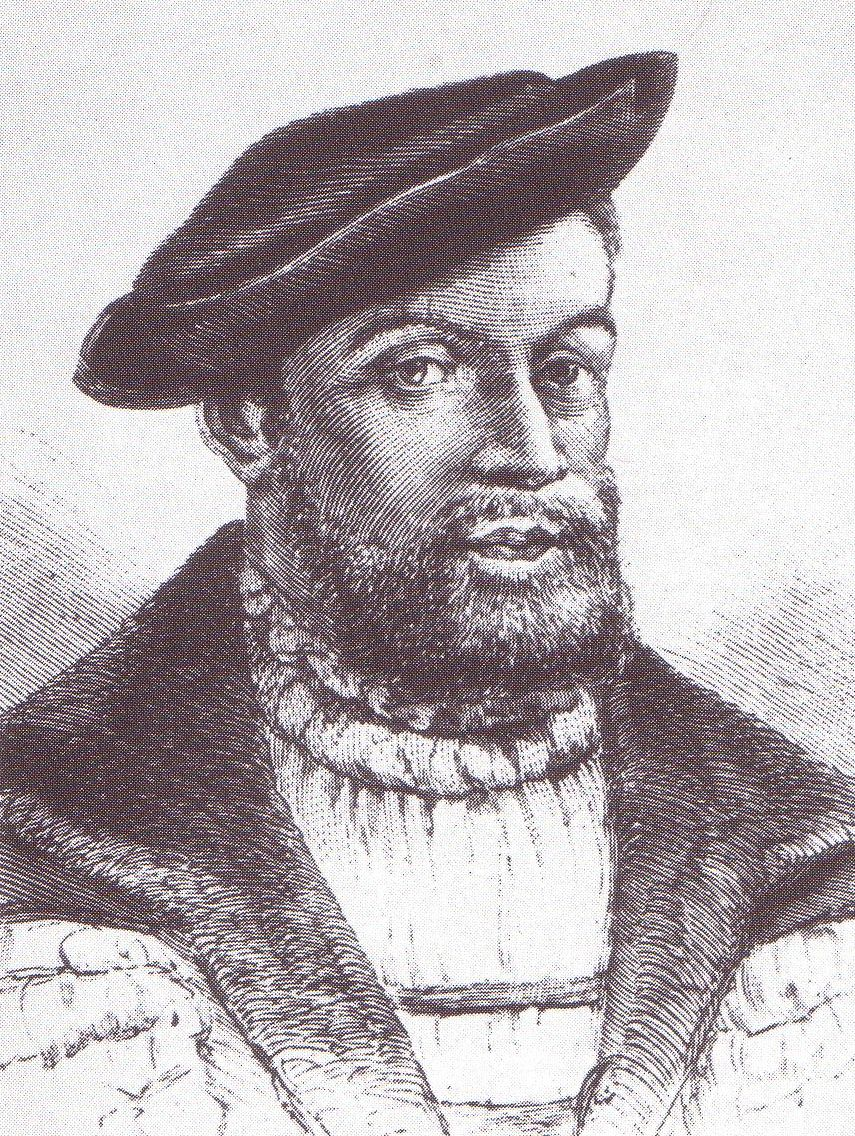
Первый ректор университета — Георг Сабинус

Кёнигсбергская академия «Альбертина» была устроена по образцу других немецких университетов и состояла из четырёх факультетов: трех «высших» — теологического (богословского), юридического и медицинского, и одного «низшего» — философского. Естественнонаучные дисциплины и математика преподавались на философском факультете.
«Первым ректором университета стал приглашённый из Франкфурта-на-Одере 36-летний поэт-гуманист Сабинус, Георг (1508—1560), зять одного из столпов Реформации Филиппа Меланхтона. Возглавляемый ректором преподавательский корпус состоял из десяти профессоров, в большинстве своем приехавших из-за пределов герцогства». В год своего открытия имел свыше трехсот студентов.
Изначально университет был ориентирован его основателями на распространение немецкой культуры и лютеранства на колонизованных прибалтийских землях, университет охотно принимал в состав профессоров уроженцев Польши и Литвы. Эта политика не противоречила немецким стратегическим целям: через польских и литовских преподавателей, а затем и выпускников университета — учителей, пасторов, чиновников, знавших польский, литовский и прусский языки, Альбрехт намеревался внедрять новое вероучение в среде ненемецкого населения герцогства и пропагандировать лютеранство на землях соседей.
Для администрации университета (лекции по тогдашней традиции проводились на дому у профессоров) в 1569 году было построено новое здание в северо-восточной части острова Кнайпхоф на берегу реки Новый Прегель, рядом с Кафедральным собором (здание разрушено во время Второй мировой войны).
Среди первых россиян, окончивших университет, — Эрнст Готлиб Глюк (1698 (?) — 1767), российский государственный деятель, вице-президент Юстиц-коллегии Лифляндских и Эстляндских дел.

## Галерея

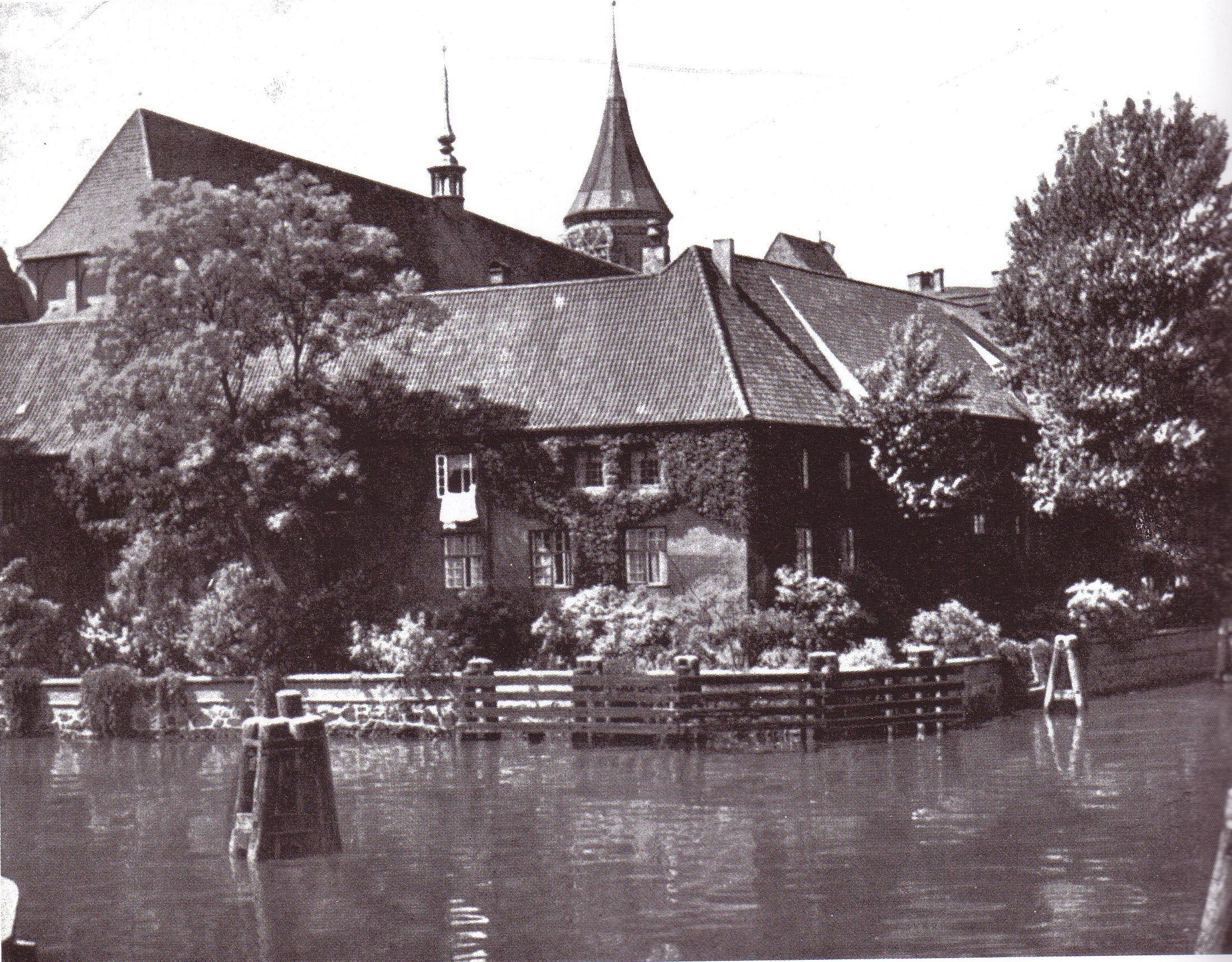
Старое здание университета у Кафедрального собора на Кнайпхофе
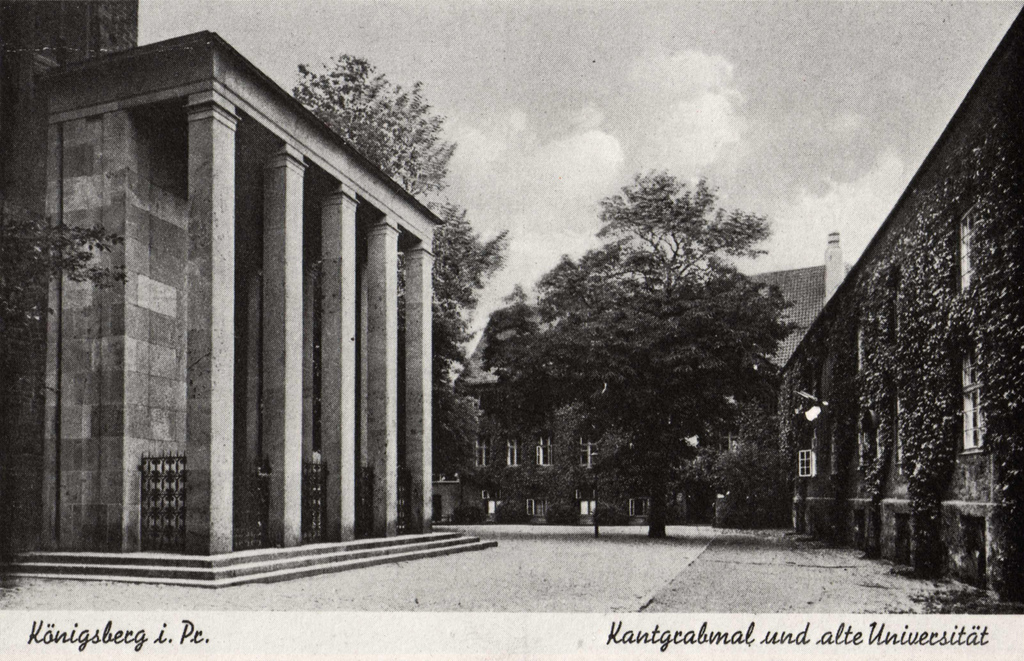
Старое здание Альбертины и могила Иммануила Канта
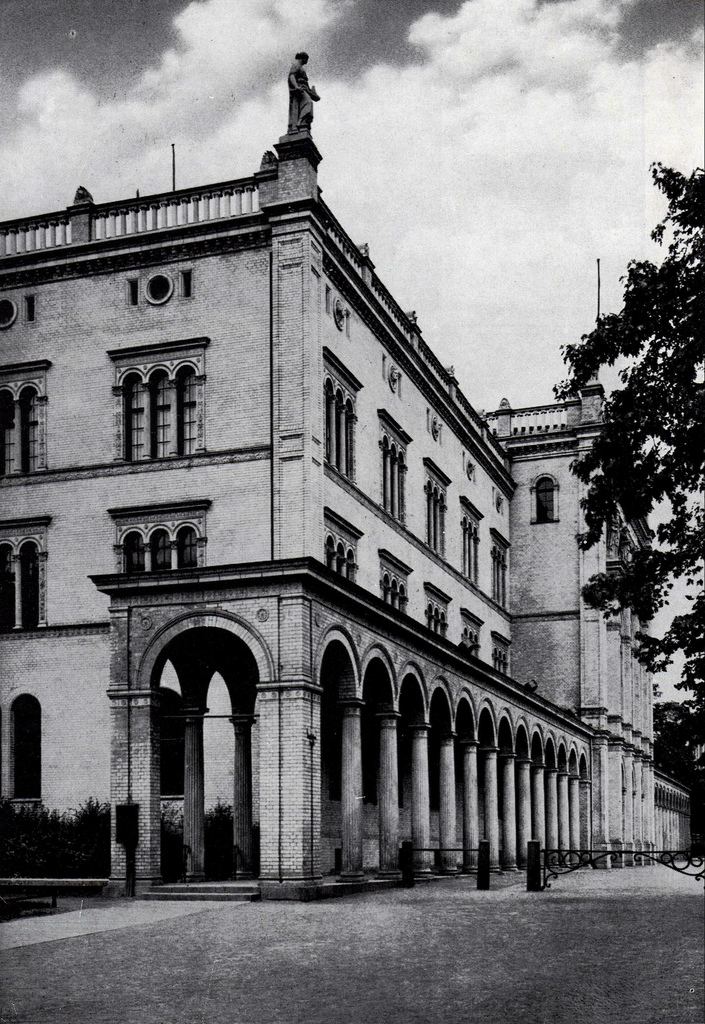
Левое крыло нового здания университета
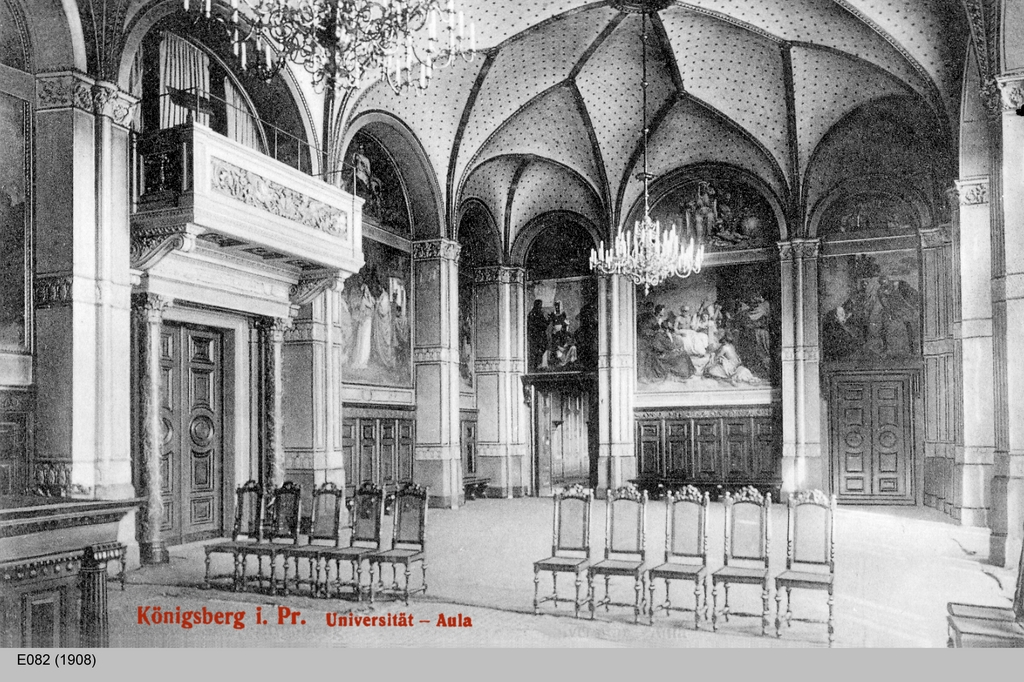
Университетская аула
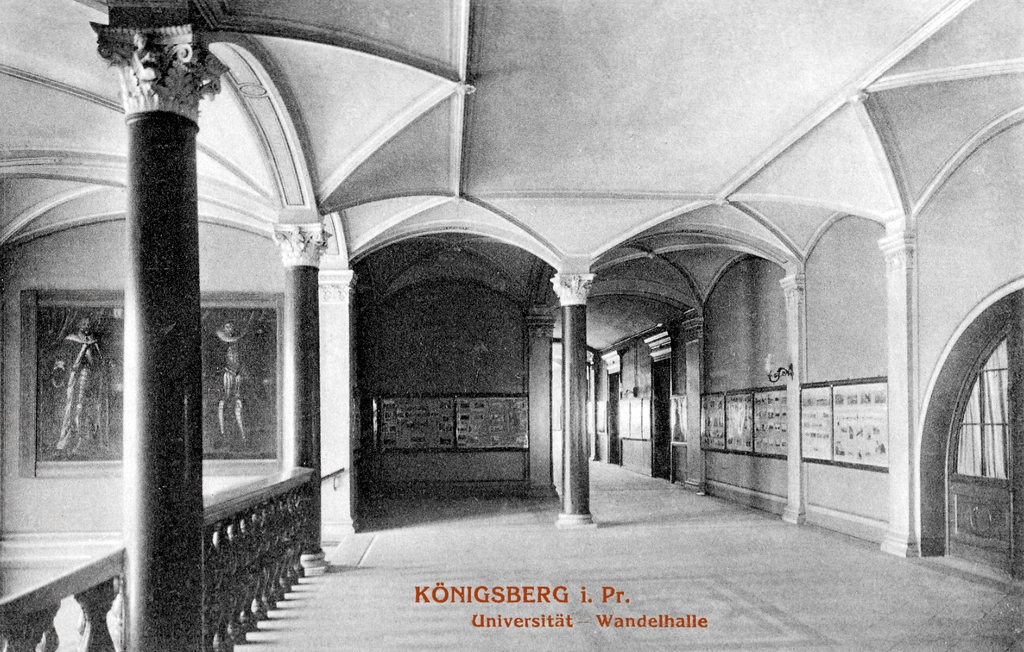
Университетские коридоры
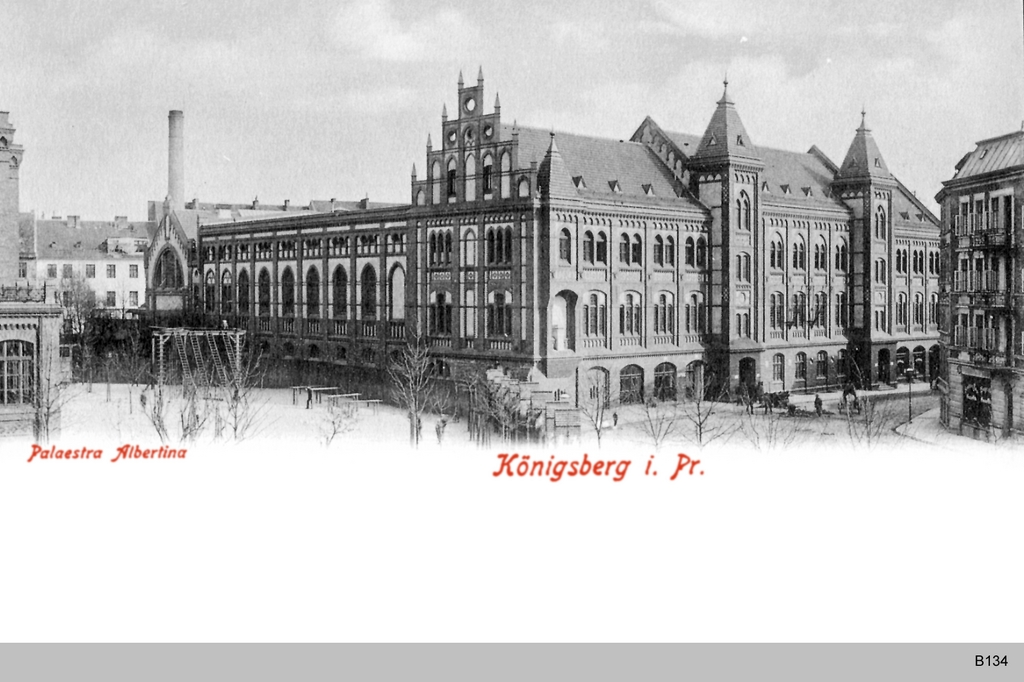
Спортивный клуб университета (архитектор Ф. Хайтман, 1896)

### Университет в XVIII веке
В 1770—1801 годах профессором университета был его выпускник Иммануил Кант (в 1786 и 1788 годах был ректором университета).
В университете учились герцог Бирон, будущий президент Петербургской академии наук граф Кирилл Разумовский, граф Андрей Гудович, граф Михаил Милорадович. Всего в течение XVIII века в университете обучались более ста российских подданных.
Выпускниками университета были классики литовской литературы Кристионас Донелайтис и Людвикас Реза (ректор в 1830—1831 годах).

### Университет в XIX веке
Во время работы Бесселя (1813—1846) Кёнигсбергская обсерватория стала одним из ведущих исследовательских центров в области астрономии среди европейских стран.
В день 300-летия университета (31 августа 1844 года), король Пруссии Фридрих Вильгельм IV заложил первый камень в фундамент нового здания «Альбертины» на Парадеплац. Здание, построенное по проекту архитектора Фридриха Штюлера в неоренессансном стиле с галереей, скульптурами на крыше и барельефами на фасаде из жёлтого клинкерного кирпича, было открыто 20 июля 1862 года (после Второй мировой войны здание сохранилось в виде руин, в 1960-х годах восстановлено в «хрущёвском стиле»). В 1873 году было построено здание университетской хирургической клиники, сохранившееся до настоящего времени.
К 350-летию в 1894 году в университете обучались 658 студентов, преподавали 98 доцентов и профессоров. Самым крупным был медицинский факультет.

### Университет в первой половине XX века
К началу века в университете обучались более тысячи студентов. Твёрдый план набора отсутствовал, поэтому количество студентов менялось год от года.
Перед ликвидацией университет состоял из 6 факультетов (факультет естественных наук, сельскохозяйственный, теологический, юридический и общественно-политических наук, медицинский, философский). Факультеты состояли из 40 институтов, среди которых были, к примеру, институты экспериментальной физики, минералогический, геолого-палеонтологический (имел крупную коллекцию янтаря), ботанический с Ботаническим садом, зоологический с зоомузеем. Университету принадлежали астрономическая и геофизическая обсерватории, 7 медицинских клиник, спортклуб «Палестра Альбертинум», несколько библиотек (в том числе знаменитая Серебряная библиотека).
17 августа 1944 года университет отпраздновал своё 400-летие. Через две недели, в конце августа, центр Кёнигсберга подвергся массированным бомбардировкам британскими военно-воздушными силами, в результате чего более 80 % построек университета было уничтожено.
28 января 1945 года было решено эвакуировать университет в Грейфевальд (недалеко от Фленсбурга), а затем в Гёттинген. На этом его история завершилась.

## Традиции Альбертины

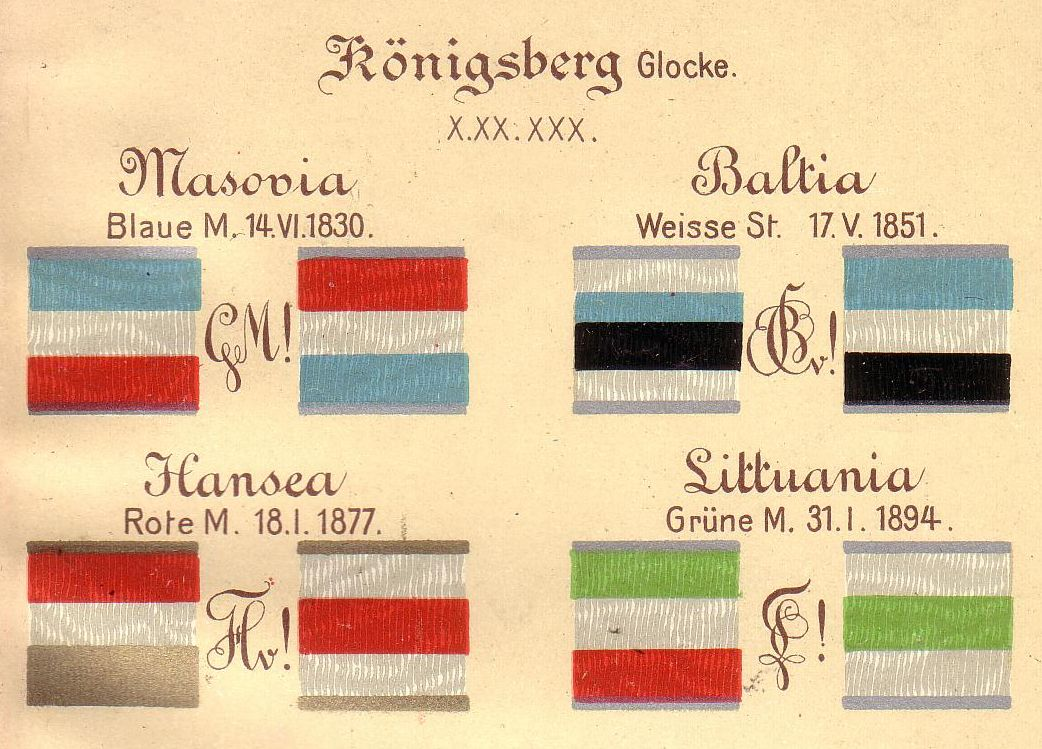
Флаги и вензеля некоторых студенческих братств

- Выдающиеся профессора Альбертины были удостоены медальонов на фасаде здания университета: Фридрих Вильгельм Бессель, Карл Фридрих Бурдах, Карл Готфрид Хаген, Иоганн Фридрих Гербарт, Карл Густав Якоби, Кристиан Якоб Краус, Карл Лахман, Симон Дах, Иоганн Георг Гаман, Теодор Готлиб фон Гиппель, Иммануил Кант, Иоганн Готфрид Гердер.
- Студенты университета придумали в качестве своего отличительного знака размещение на одежде булавки, что впоследствии привело к традиции выдачи выпускникам отличительного значка.
- Студенты проводили традиционные соревнования по гребле на Замковом пруду.
- В университете существовали студенческие братства (часто бывшие землячествами), имевшие свои гербы, флаги, помещения, например, братства Мазовия, Балтия, Ганза (Corps Hansea), Литва (Corps Littuania), Норманния (Corps Normannia).

## «Альбертина» сегодня
В данный момент БФУ имени Канта ассоциирует «Альбертину» с собой.
В соответствии с программой реконструкции центра Калининграда планируется воссоздание здания университета на Кнайпхофе, которое станет одним из корпусов БФУ имени Канта.

## Ректоры университета
- Георг Сабинус — ректор (в 1544—1547), 1552, 1553 годах, немецкий филолог и поэт.
- Матиас Мениус — ректор (в 1587, 1593 и 1599 годах), математик.
- Якоб Краус — ректор (в 1792, 1798), философ и экономист.
- Людвикас Реза — ректор (в 1830/31 году), поэт, критик, филолог, переводчик, протестантский пастор.
- Фридрих Бурдах — ректор (в 1841/42, 1844/45), анатом и физиолог.
- Кронпринц Фридрих Вильгельм Прусский (будущий король Пруссии Фридрих Вильгельм IV) (ректор в 1807/08—1829 годах).
- Карл Линдеман — ректор (1892—1893), математик.
- Иоганн Греф — ректор (в 1800/01, 1806/07), проректор (1801, 1810/11, 1812/13, 1818/19), протестантский теолог.
- Карл Эрих Андре — ректор (в 1930—1931), геолог, палеонтолог.
- Ганс Бернгард фон Грюнберг — последний ректор Кёнигсбергского университета (1937—1945), экономист.

## Выдающиеся педагоги и выпускники
- Ауэрсвальд, Ганс Яков фон (1757—1833) — генерал, обер-президент, а затем ландгофмейстер Пруссии; выпускник, а позднее куратор университета.
- Байер, Готлиб Зигфрид (1694—1738) — историк, филолог.
- Бессель, Фридрих Вильгельм (1784—1846) — астроном, математик.
- Бирон, Эрнст Иоганн (1690—1772) — герцог Курляндский, регент Ивана VI (не окончил обучения в университете).
- Бэр, Карл Эрнст фон (1792—1876) — эмбриолог.
- Герман Вагнер (1878—1880) — географ .
- Вин, Вильгельм (1864—1928) — физик.
- Гельмгольц, Герман Людвиг Фердинанд (1821—1894) — физиолог и психолог.
- Гердер, Иоганн Готфрид (1744—1803) — историк культуры.
- Герике, Иоганн Христофор (1696—1759) — пастор и религиозный писатель.
- Гессе, Людвиг Отто (1811—1874) — математик.
- Гильберт, Давид (1862—1943) — математик.
- Гольдбах, Кристиан (1690—1764) — математик.
- Гольдштюкер, Теодор (1821—1872) — прусский санскритолог, переводчик и педагог
- Готтшед, Иоганн Кристоф — немецкий писатель и критик, историк литературы.
- Гофман, Эрнст Теодор Амадей (1776—1822) — писатель, композитор, художник.
- Гурвиц, Адольф (1859—1919) — математик.
- Друман, Вильгельм (1786—1861) — историк и археолог.
- Замен, Иоанн Яков (1700—1769) — бургомистр Дерпта (Юрьева, ныне Тарту).
- Занд, Иоанн Давид (1748—1834) — астроном.
- Зоммерфельд, Арнольд Иоганнес Вильгельм (1868—1951) — математик, физик.
- Калуца, Теодор — математик, физик — теоретик.
- Кант, Иммануил (1724—1804) — философ.
- Конгель, Михаэль (1646—1710) — писатель и поэт.
- Кирхгоф, Густав Роберт (1824—1887) — математик, физик.
- Клебш, Рудольф Фридрих Альфред (1833—1872) — математик.
- Теодор Либиш —  минералог и кристаллограф
- Лилиенталь, Михаэль (1636—1750) — теолог и историк, автор работ по истории Пруссии и Кёнигсберга.
- Минковский, Герман (1864—1909) — математик.
- Нейман, Карл Готфрид (1832—1925) — математик.
- Мартин Нот (1902—1968) — библеист.
- Ретовский, Отто Фердинандович (1829—1925) — энтомолог и нумизмат.
- Рюль, Франц (1845—1916) — историк.
- Тило, Альвин Курт Теодор (1874—1911) — немецкий писатель и поэт.
- Тило, Валентин (1607—1662) — поэт.
- Торнквист, Александр (1868—1944) — геолог и палеонтолог.
- Фойгт, Вольдемар (1850—1919) — физик.
- Карл Цеприц (1838—1885) —  математик , физик, географ.
- Шаде, Оскар (1826—1906) — филолог, германист.
- фон Шён, Генрих Теодор (1773—1856) — прусский государственный деятель, обер-президент Восточной и Западной Пруссии.
- Шиппер, Якоб (1842—1915) — филолог, ректор Венского университета.
- Якоби, Карл Густав Якоб (1804—1851) — математик, основатель кёнигсбергской математической школы.